# Arma (Caldas)
Santiago de Arma, conocido también como Arma Viejo, es un centro poblado localizado en el municipio de Aguadas, localizado al norte del departamento de Caldas. Limita al norte y oriente con la vereda Tierra Fría, al sur con la vereda Salineros y al occidente con la cabecera municipal de Aguadas. Este centro poblado caldense fue fundado el 25 de julio de 1542 por el teniente Miguel Muñoz.

## Generalidades
Alrededor de Arma viven unas de 5.000 habitantes, de los cuales 800 habitan en el centro poblado, distribuidos en unas 100 casas. Los residentes se dedican en su mayoría al cultivo de café, flores y cítricos.
Arma recibió su nombre debido a los antiguos indios armados que habitaron la región y al Tesoro Pipintá.

## Historia
Arma fue fundado el 25 de julio de 1542, cincuenta años después del descubrimiento de América. El conquistador Sebastián de Belalcázar, le ordena al Capitán Miguel López Muñoz fundar una villa con el nombre de Santiago de Arma, ofendido con el Mariscal Jorge Robledo al que persigue y acosa. Miguel López fue encargado por Sebastián de Belalcázar en territorios de los aborígenes Cuy-cuyes o Armas que pocos años antes ya había descubierto Jorge Robledo. Dicha delegación no era con el criterio de levantar un pueblo perdurable, sino más bien como una fuerza militar desde la cual tratarían de someter a las tribus vecinas.
Sin embargo el pueblo progresó; familias españolas se establecieron allí atraídas por la feracidad de las tierras y los ricos yacimientos auríferos. Santiago de Arma llegó a ser un pueblo importante en la época, tuvo cabildo, alcalde mayor, escudo donado por el rey de España, título de imágenes obsequiadas por el rey, caballeros de espada y golilla, encomenderos, entre otros. Hacia el año de 1777 muchas familias habían abandonado la ciudad por lo malsano del clima, lo deleznable del terreno y el agotamiento de las minas.
De la ciudad emprendedora de antes, sólo quedaba un humilde caserío, en vista de lo cual las autoridades ordenaron el traslado de la villa al valle de San Nicolás el Magno de Rionegro, ciudad que empezaba a florecer entonces. El traslado de Arma a Rionegro fue ordenado junto con su escudo, sus títulos, imágenes, archivos y reliquias; sin embargo muchos vecinos se negaron a partir y permanecieron allí aferrados a sus tradiciones y sus tierras, hasta el año de 1808 en que decidieron fundar a Aguadas como una forma de defender su territorio amenazado por la invasión de los colonos antioqueños que venían del norte.
ya mucho después hacia 1870-1880 muchos colonos antioqueños provenientes del sur de dicho departamento poblaron este pueblo y desde él partió la colonización del viejo Caldas, que formó parte del departamento de Antioquía hasta 1905, por esta razón desde parte del norte de Antioquía hasta el norte del valle se establece la cultura paisa.

## Imágenes de San Antonio de Arma.

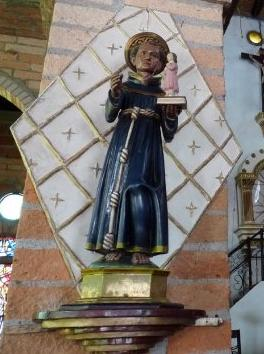
San Antonio de Arma
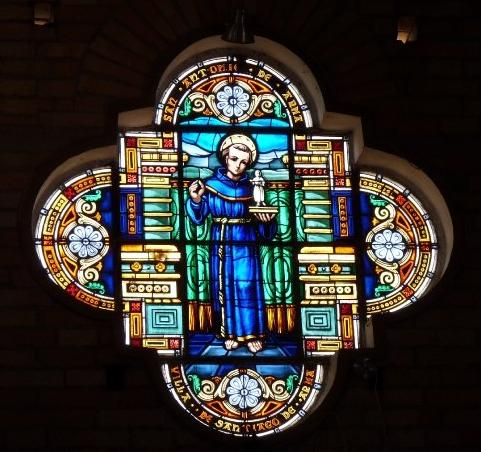
Vitral San Antonio de Arma

Afirma la tradición que la imagen de San Antonio fue traída desde Quito por el conquistador Jorge Robledo. Otros aseguran que la imagen tiene procedencia española, de donde llegó en 1549.

## Himno de Arma
Con voces argentadas y con marcial fervor. 

Cantemos de Arma el tiempo pasado que vivió: 

Loor a los Cocuyes de temple y de valor,

Y gracia al pueblo extraño que aquí el horror sembró.

Castellanos de cascos dorados. 

Han hoyado tu suelo real, 

Con afán desmedido buscaban 

El tesoro del gran Pipintá.

Y don Jorge Robledo vio un día 

Aborígenes de oro vestir, 

Y con celo bravío decisos 

A cuidar del tesoro real.

Por la fiebre del oro viciados, 

Al armado quisieron rendir; 

Mas la tribu de instinto indomable 

El tesoro por siempre guardó.

Y solo entre vestigios la historia nos legó 

La imagen del patrono que de Padua llegó; 

También al crucifijo y a la Madre de Dios, 

Y en ellos la esperanza en la eterna salvación.

De lontanos lugares venidos 

María Madre del gran Redentor, 

Y el humilde patrón San Antonio 

A sembrar sus promesa de amor.

Hoy cantemos a nuestra Señora 

Que fue de Arma Patrona sin par; 

Es refugio en horas de congoja 

Y alboroto en periodos de paz.

Hoy Rionegro esta joya venera, 

Virgen de Arma Patrona Real, 

Que fue luz del hispano en sus penas 

Cuando humilde llegaba a su altar

## Imágenes de Arma

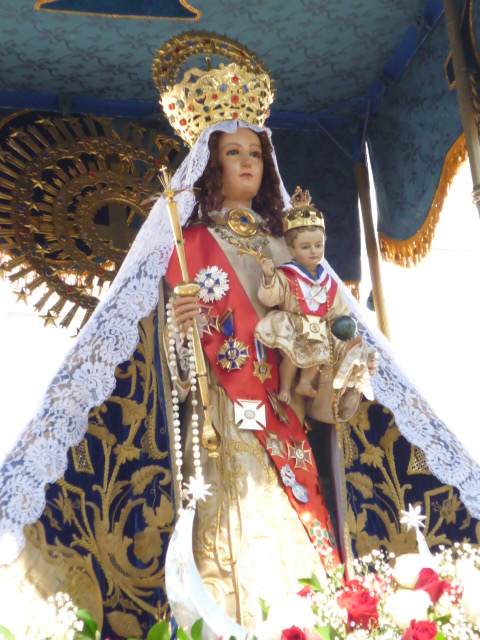
Nuestra Señora de la Concepción del Rosario de Arma de Rionegro patrona y reina de la ciudad y de la Diócesis de Sonsón Rionegro que originalmente perteneció a Arma.
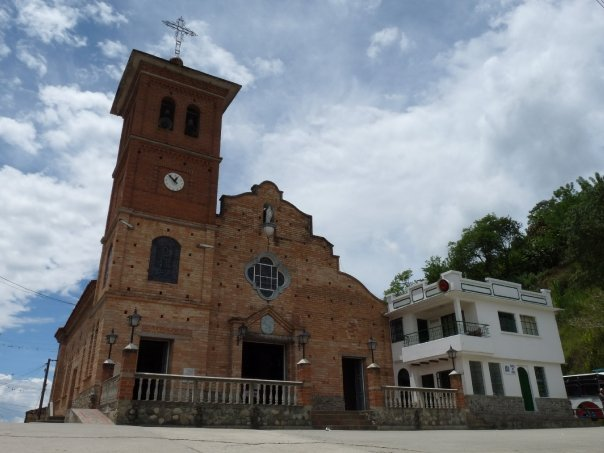
Parroquia de San Antonio de Arma
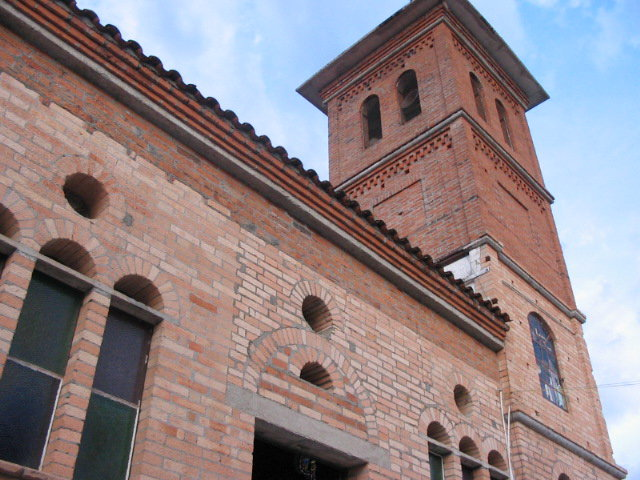
Lateral Parroquia de San Antonio de Arma
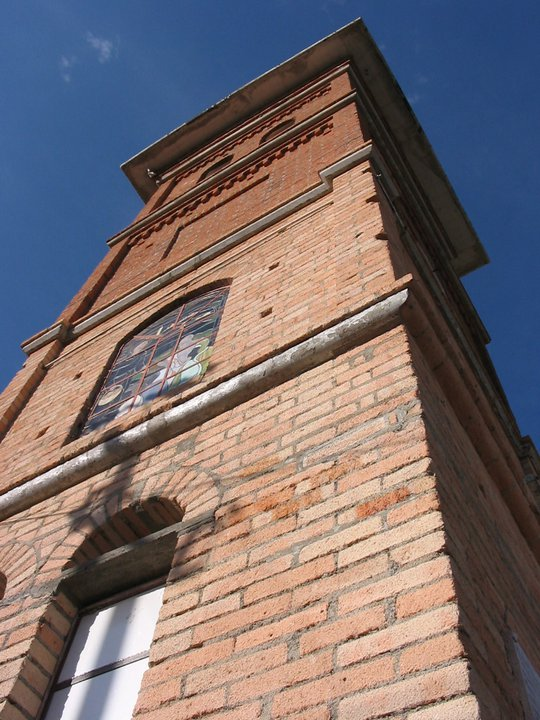
Foto de la torre de la Iglesia de Arma
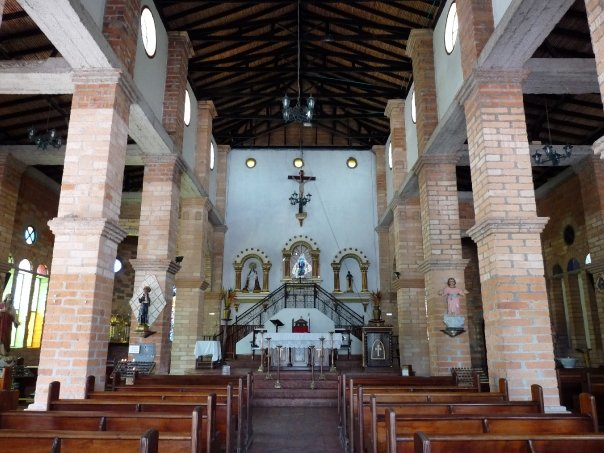
Interior Parroquia de San Antonio de Arma
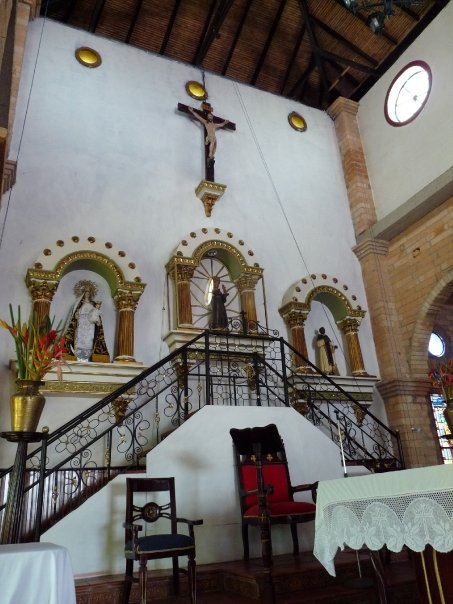
Altar Parroquia de San Antonio de Arma